# Gimnastika na OI 2012.
Gimnastika na OI 2012. u Londonu održavala se od 28. srpnja do 7. kolovoza u O2 Areni u Londonu. Ritmička gimnastika održavala se u Wembley Areni od 9. do 12. kolovoza, a natjecanje na trampolinu u O2 areni od 3. do 4. kolovoza.

## Osvajači odličja

### Gimnastika

#### Muškarci
| Kategorija         | Zlato                                                         | Srebro                                                                       | Bronca                                                                                   |
| Momčadski višeboj  | Kina Chen Yibing Feng Zhe Guo Weiyang Zhang Chenglong Zou Kai | Japan Ryohei Kato Kazuhito Tanaka Yusuke Tanaka Kōhei Uchimura Koji Yamamuro | Ujedinjeno Kraljevstvo Sam Oldham Daniel Purvis Louis Smith Kristian Thomas Max Whitlock |
| Višeboj            | Japan Kōhei Uchimura                                          | Njemačka Marcel Nguyen                                                       | SAD Danell Leyva                                                                         |
| Preskok            | Južna Koreja Yang Hak-Seon                                    | Rusija Denis Ablyazin                                                        | Ukrajina Igor Radivilov                                                                  |
| Preča              | Nizozemska Epke Zonderland                                    | Njemačka Fabian Hambüchen                                                    | NR Kina Zou Kai                                                                          |
| Karike             | Brazil Arthur Zanetti                                         | NR Kina Chen Yibing                                                          | Italija Matteo Morandi                                                                   |
| Konj s hvataljkama | Mađarska Krisztián Berki                                      | Ujedinjeno Kraljevstvo Louis Smith                                           | Ujedinjeno Kraljevstvo Max Whitlock                                                      |
| Parter             | NR Kina Zou Kai                                               | Japan Kōhei Uchimura\|                                                       | Rusija Denis Ablyazin                                                                    |
| Ruče               | NR Kina Feng Zhe                                              | Njemačka Marcel Nguyen                                                       | Francuska Hamilton Sabot                                                                 |

#### Žene
| Kategorija         | Zlato                                                                           | Srebro                                                                                   | Bronca                                                                             |
| Momčadski višeboj  | SAD Gabrielle Douglas Jordyn Wieber Alexandra Raisman Kyla Ross McKayla Maroney | Rusija Aliya Mustafina Viktoria Komova Ksenia Afanasyeva Anastasia Grishina Maria Paseka | Rumunjska Catalina Ponor Larisa Iordache Diana Bulimar Sandra Izbasa Diana Chelaru |
| Višeboj            | SAD Gabrielle Douglas                                                           | Rusija Viktoria Komova                                                                   | Rusija Alija Mustafina                                                             |
| Preskok            | Rumunjska Sandra Izbașa                                                         | SAD McKayla Maroney                                                                      | Rusija Maria Paseka                                                                |
| Dvovisinski razboj | Rusija Alija Mustafina                                                          | NR Kina He Kexin                                                                         | Ujedinjeno Kraljevstvo Elizabeth Tweddle                                           |
| Greda              | NR Kina Deng Linlin                                                             | NR Kina Sui Lu                                                                           | SAD Aly Raisman                                                                    |
| Parter             | SAD Aly Raisman                                                                 | Rumunjska Cătălina Ponor                                                                 | Rusija Alija Mustafina                                                             |

### Ritmička gimnastika
| Kategorija  | Zlato | Srebro | Bronca                                                                                                 |
| Momčadski   | Rusija Ksenia Dudkina Alina Makarenko Uliana Donskova Anastasia Bliznyuk Karolina Sevastyanova Anastasia Nazarenko | Bjelorusija Maryna Hancharova Anastasia Ivankova Nataliya Leshchyk Aliaksandra Narkevich Ksenia Sankovich Alina Tumilovich | Italija Elisa Blanchi Romina Laurito Marta Pagnini Elisa Santoni Anzhelika Savrayuk Andreea Stefanescu |
| Pojedinačno | Rusija Jevgenija Kanajeva                                                                                          | Rusija Daria Dmitrieva | Bjelorusija Liubov Charkashyna                                                                         |

## Trampolin
| Kategorija | Zlato                      | Srebro                | Bronca           |
| Muškarci   | Kina Dong Dong             | Rusija Dmitrij Ušakov | Kina Lu Chunlong |
| Žene       | Kanada Rosannagh MacLennan | Kina Huang Shanshan   | Kina He Wenna    |

## Vanjske poveznice
- Službene stranice Olimpijskih igara  Arhivirana inačica izvorne stranice od 28. veljače 2013. (Wayback Machine)
- Fédération Internationale de Gymnastique